# Diphyscium fendleri
Diphyscium fendleri är en bladmossart som beskrevs av C. Müller 1879. Diphyscium fendleri ingår i släktet Diphyscium och familjen Buxbaumiaceae. Inga underarter finns listade i Catalogue of Life.